# 石仏駅
石仏駅（いしぼとけえき）は、愛知県岩倉市石仏町にある、名古屋鉄道犬山線の駅である。駅番号はIY08。

## 歴史
- 1912年（大正元年）8月6日 - 開業。
- 1982年（昭和57年）5月30日 - 現駅舎が完成[1]。
- 2004年（平成16年）2月15日 - 無人化[2]。SFパノラマカード・ユリカ対応駅となる。
- 2008年（平成20年）12月27日 - ダイヤ改正に伴い準急停車駅となる[3]。
- 2011年（平成23年）2月11日 - ICカード乗車券「manaca」供用開始。
- 2012年（平成24年）2月29日 - トランパス供用終了。
- 2020年（令和2年） - 駅東口供用開始。

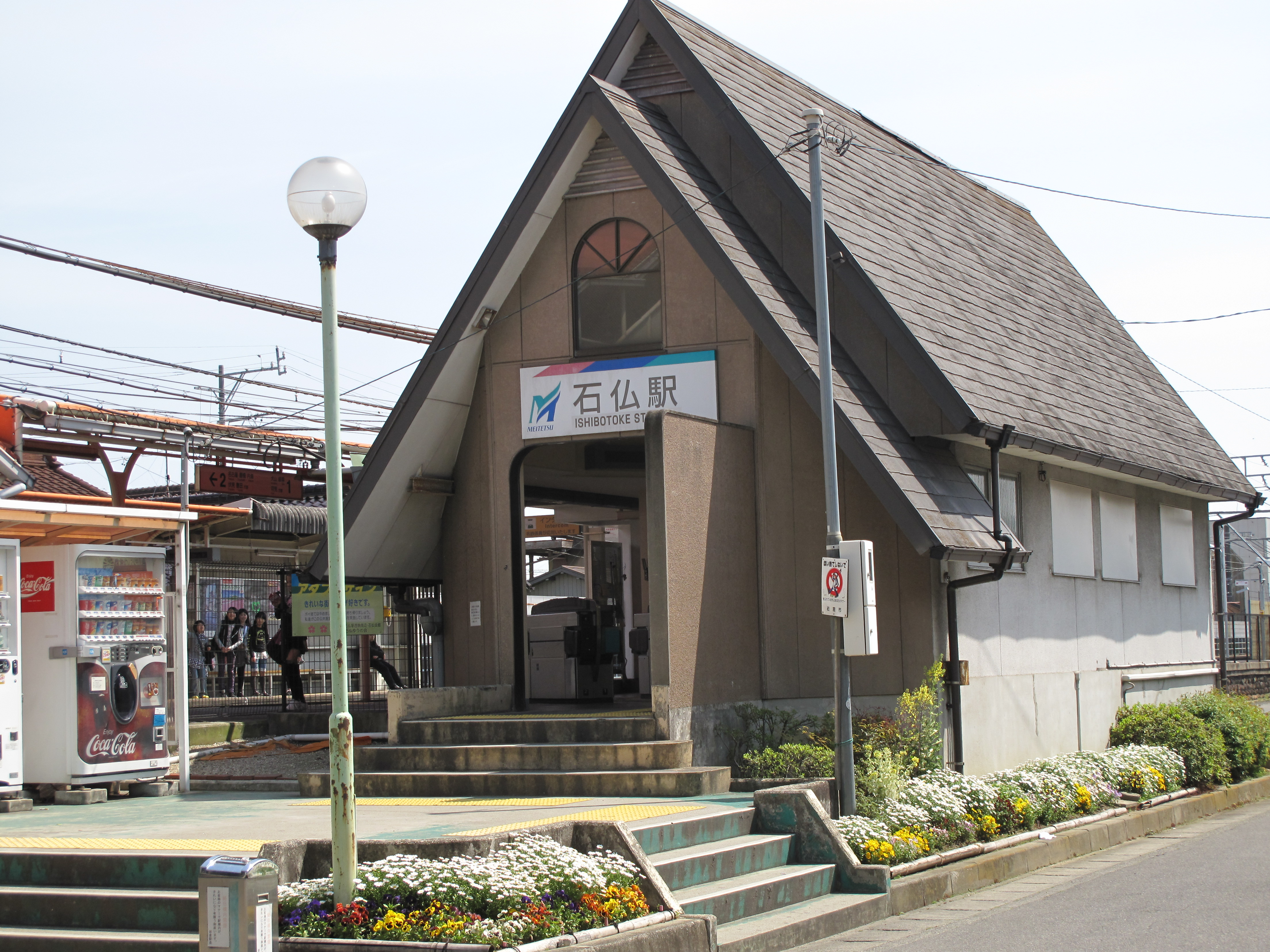
バリアフリー化工事前の駅舎 （2010年）

## 駅構造
8両編成対応の相対式ホーム2面2線を有する地上駅で、駅集中管理システム導入済みの無人駅である。改札口は各ホームの犬山寄りに1箇所ずつ設けられており、各改札口付近に自動券売機（新規manaca通勤定期乗車券及び継続manaca定期乗車券の購入も可能ではあるが、名鉄ミューズカードでの決済は7:00～22:00の間に限られる）と自動精算機（ICカードのチャージ等も可能）が1台ずつ設置されている。なお、上下ホーム間へは改札口付近にある跨線橋で繋がっているが、駅構内にエレベーターは設置されていない。当駅付近の線路はほぼ直線で、カーブも緩やかであるため急行以上の列車（6000系を除く）は110km/h程度の速度で通過する。
バリアフリー化工事について、2019年（令和元年）12月20日に名鉄と岩倉市の間で覚書が締結され、2020年（令和2年）に工事が完了した。このバリアフリー工事では、上りホーム側に新たに駅舎（東改札口）が整備され、従前の下りホーム側の駅舎（西改札口）もスロープが設置され、付近のトイレがバリアフリー化された（東改札口側は改札外のロータリーに公衆トイレが整備された）。

### のりば
| 番線 | 路線      | 方向 | 行先                 |
| ---- | --------- | ---- | -------------------- |
| 1    | IY 犬山線 | 下り | 犬山方面             |
| 2    | IY 犬山線 | 上り | 名鉄名古屋・金山方面 |

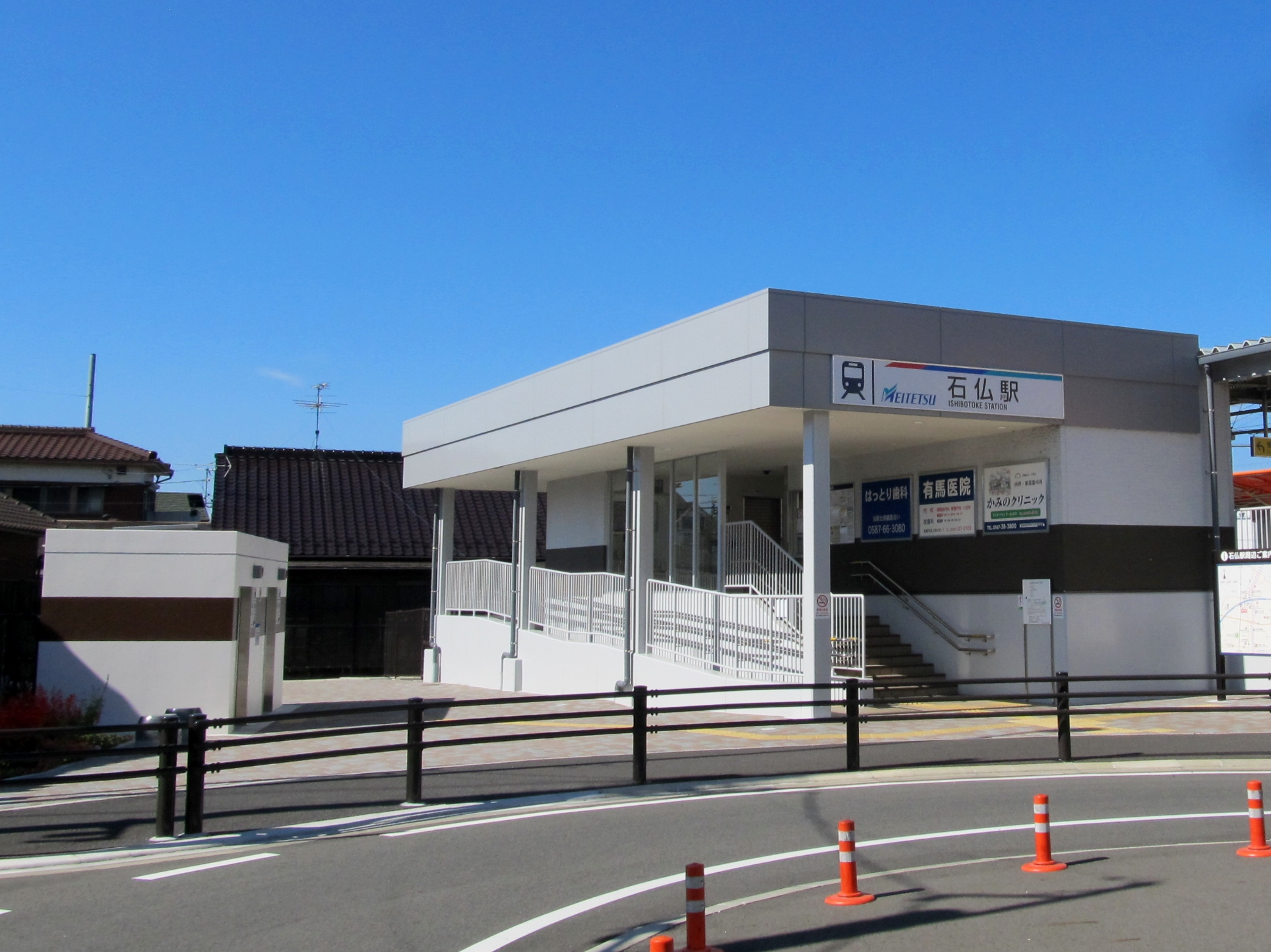
東口
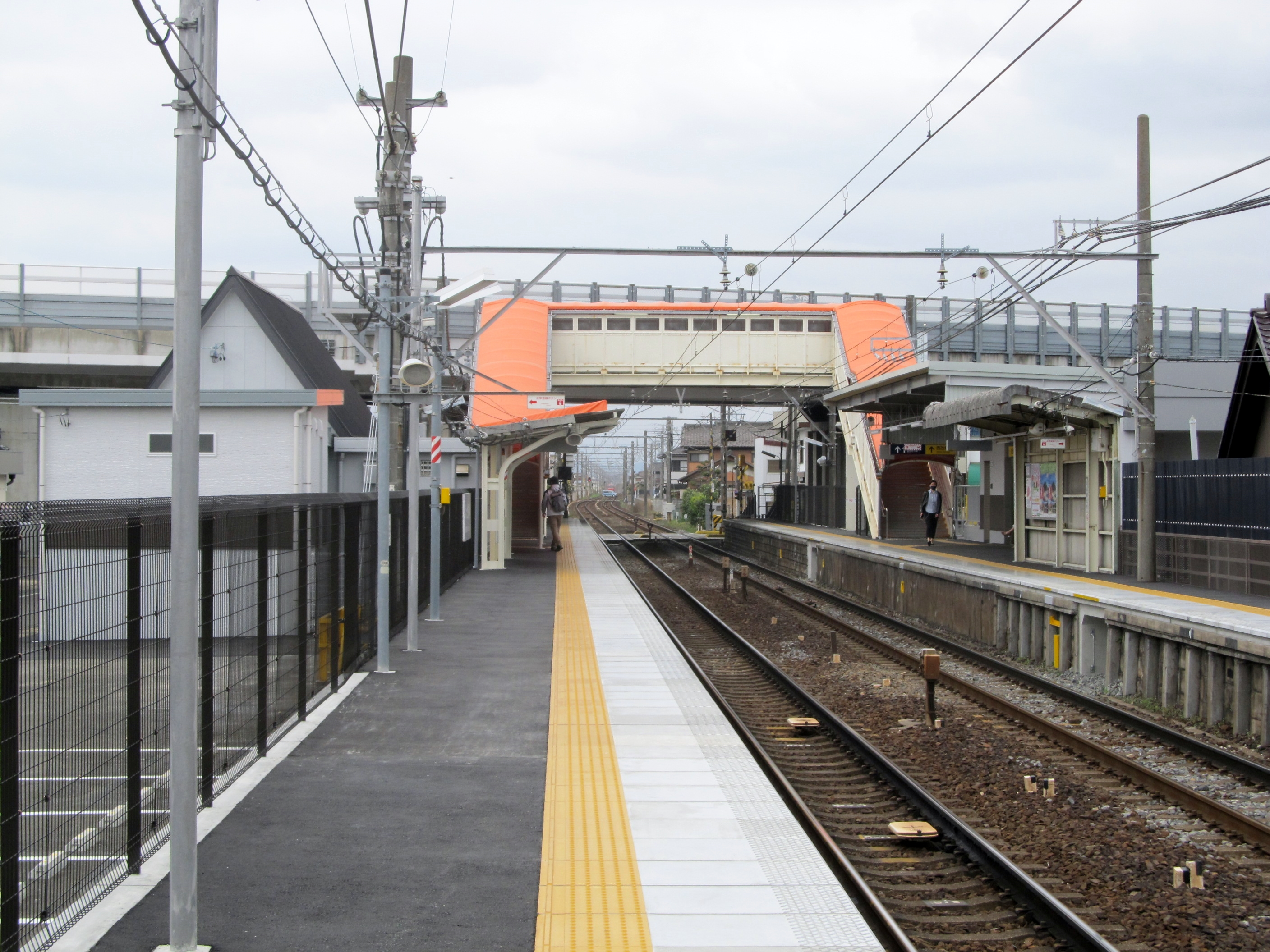
プラットホーム
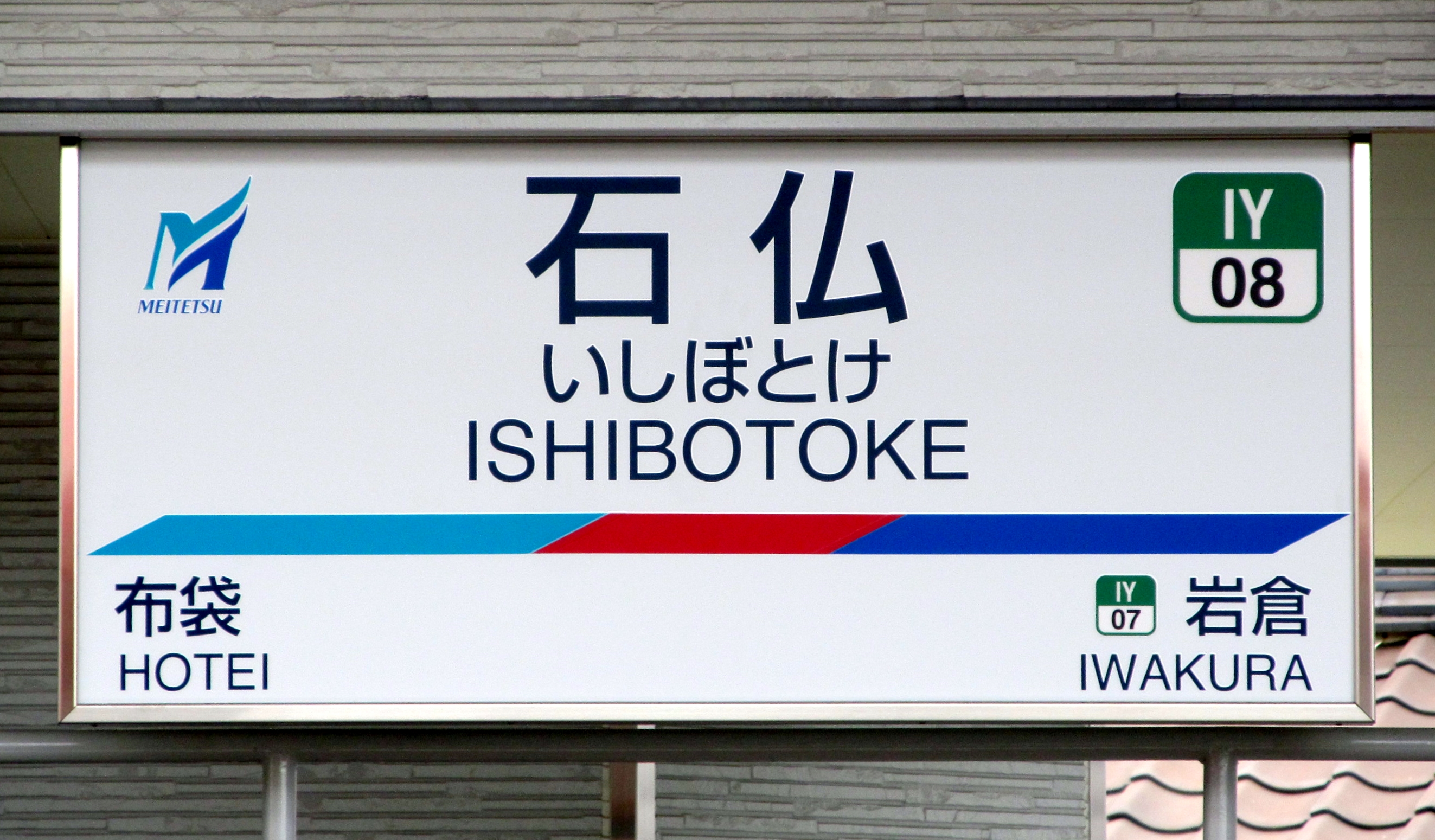
駅名標

### 配線図
| ← 岩倉・ 名古屋方面 | 石仏駅 構内配線略図 | → 犬山・ 新鵜沼方面 |
| 凡例 出典:          |                     |                     |

## 利用状況
- 『名鉄120年：近20年のあゆみ』によると2013年度当時の1日平均乗降人員は3,258人であり、この値は名鉄全駅（275駅）中132位、犬山線（17駅）中13位であった[8]。
- 『名古屋鉄道百年史』によると1992年度当時の1日平均乗降人員は3,141人であり、この値は岐阜市内線均一運賃区間内各駅（岐阜市内線・田神線・美濃町線徹明町駅 - 琴塚駅間）を除く名鉄全駅（342駅）中134位、 犬山線（17駅）中13位であった[9]。
- 『いわくらの統計』『移動等円滑化取組報告書』によると、一日平均乗降・乗車人員は下表のとおりである[10][11]。
  - 2008年（平成20年）12月27日 - ダイヤ改正に伴い、準急の基本停車駅へ昇格し、準急乗車時の名古屋方面へのアクセス性が向上した。ただし日中の停車本数は改正前と変わらず上下線とも毎時各4本。以降徐々に利用客が増えている。
  - 年度別乗降・乗車人員から、定期枚数は360で除し、定期外枚数は365（閏日が含まれる年度は366）で除して一日平均乗降・乗車人員を求めている。

| 年度               | 一日平均 乗降人員 | 一日平均 乗車人員 |
| ------------------ | ----------------- | ----------------- |
| 2008年（平成20年） | 3,088             | 1,539             |
| 2009年（平成21年） | 3,111             | 1,552             |
| 2010年（平成22年） | 3,116             | 1,555             |
| 2011年（平成23年） | 3,076             | 1,546             |
| 2012年（平成24年） | 3,182             | 1,602             |
| 2013年（平成25年） | 3,258             | 1,636             |
| 2014年（平成26年） | 3,477             | 1,747             |
| 2015年（平成27年） | 3,631             | 1,826             |
| 2016年（平成28年） | 3,740             | 1,879             |
| 2017年（平成29年） | 3,890             | 1,954             |
| 2018年（平成30年） | 3,966             | 1,993             |
| 2019年（令和元年） | 4,055             | 2,042             |

## 駅周辺
1985年（昭和60年）頃までは農業も行われていたが、1995年（平成7年）までの土地改良工事で住宅地が主になった。駅の北側と西側は一宮市千秋町との市境に近い。

### 主な施設
- 岩倉神野郵便局
- DCM21岩倉店
- 県立一宮南高校（一宮市千秋町）
- 県立一宮工科高校（一宮市千秋町）

### バス
かつては駅の西にある名神高速道路上（国道155号と交差する地点）に岩倉バスストップがあったが、廃止された。
- i-バス（千秋ふれあいバス）「加納南」バス停（駅から徒歩で約5分）
  - ウキナオ・一宮市民病院南経由一宮駅東口行き
  - 千秋病院行き

## 隣の駅
名古屋鉄道
IY 犬山線
□ミュースカイ・□快速特急・■特急・□快速急行・■急行
通過
■準急・■普通
岩倉駅（IY07） - 石仏駅（IY08） - 布袋駅（IY09）
- 布袋駅との間に小折口駅があったが、廃止された。